# لارا كيلر
لارا كيلر (13 أبريل 1991 بسويسرا - ) هي لاعبة كرة قدم سويسرية في مركز الهجوم. شاركت مع منتخب سويسرا لكرة القدم للسيدات. أما مع النوادي، فقد لعبت مع نادي كرينز وFSV Gütersloh 2009 ‏ وSK Root ‏ وFF USV Jena ‏ وFC Zürich Frauen ‏ ونادي كرينز ‏.

## وصلات خارجية
- لارا كيلر على موقع الاتحاد الدولي (مؤرشف)  (الإنجليزية)
- لارا كيلر على موقع الاتحاد الأوربي (الإنجليزية)
- لارا كيلر على موقع قاعدة بيانات كرة القدم.إي يو (الإنجليزية)
- لارا كيلر على موقع عالم كرة القدم.نت (الإنجليزية)